# Gracos
Gracos (em latim Gracchi, sing. Gracchus) é o nome de uma família da antiga República Romana, que se destacou nas lutas sociais travadas no século II a.C., sobretudo pela participação de dois de seus membros: Tibério Graco e Caio Graco.

## História
O pai de ambos, Tibério Semprônio Graco, embora de origem plebeia, tornou-se um destacado homem público, iniciando sua carreira política sob a proteção dos Cipiões. Foi tribuno da plebe, pretor, censor e por duas vezes cônsul. Como pretor, governou a Hispânia Citerior e, em seu primeiro consulado, sufocou uma insurreição que eclodira na Sardenha. Como censor, ficou conhecido por sua austeridade. Ao morrer, em 150 a.C., era um dos homens mais poderosos de Roma.
Casou-se com Cornélia — filha de Cipião Africano, o vencedor de Aníbal, em Zama. Teve doze filhos, dos quais apenas três sobreviveram: Tibério, Caio e Semprônia (que viria a desposar Cipião Emiliano).
Viúva ainda jovem, Cornélia não se casou mais. Plutarco diz que ela rejeitou proposta de Ptolomeu VIII, rei do Egito), para dedicar-se inteiramente à criação dos filhos, que receberam uma educação esmerada (seus mestres foram Diófanes de Mitilene e Blóssio de Cumãs). Por isso, tornou-se um símbolo da matrona romana, digna, austera e recatada.
Caio e Tibério Graco, os irmãos Graco, aprovaram diversas reformas agrárias, mas todas fracassaram porque a facção dos optimates, mais conservadora, mantiveram a resistência. Tibério foi assassinado em 133 a.C. e Caio se suicidou em 121 a.C.